# Klemens Kienberger
Klemens Kienberger (* 1921 in Füssen) ist ein ehemaliger deutscher Eishockeystürmer.

## Spielerkarriere
Klemens Kienberger spielte von 1948/49 bis 1951/52 in der Eishockeymannschaft des EV Füssen auf der Position als  Stürmer und war Teil der Meistermannschaft von 1949.